# Ендрю Вотсон
Ендрю Вотсон (англ. Andrew Watson, 24 травня 1856, Джорджтаун, Британська Гвіана — 8 березня 1921, Лондон, Велика Британія) — шотландський футболіст.
Вотсон вважається першим темношкірим гравцем, який зіграв у футбол на міжнародному рівні, провівши три матчі за збірну Шотландії у 1881—1882 роках. Колір його шкіри не мав значення для його одноклубників, і немає конкретних історичних записів про расизм з боку Шотландської футбольної асоціації. Цікаво, що наступним темношкірим футболістом, який зіграв за Шотландію, став Найджел Кваші, який дебютував за збірну в травні 2004 року, більш ніж через 120 років після Вотсона.

## Молодість і освіта
Вотсон був сином багатого шотландського цукрового плантатора Пітера Міллера Вотсона (1805—1869) (син Джеймса Вотсона з Крантіта, Оркнейські острови, Шотландія) та місцевої британської гвіанської жінки на ім'я Ханна Роуз. Він приїхав до Британії зі своїм батьком і своєю старшою сестрою Аннеттою, і вони успадкували значну суму, коли їхній батько помер у Лондоні в 1869 році.
Він здобув освіту в Heath Grammar School в Галіфаксі, Західний Йоркшир, а потім з 1871 року в школі Королівського коледжу у Вімблдоні, Лондон. Пізніше він вивчав натурфілософію, математику та інженерію в Університеті Глазго, коли йому було 19, де його любов до футболу розквітла.
Уотсон покинув Університет Глазго через рік і в 1877 році став партнером Watson, Miller і Baird, оптового складського підприємства в Глазго. У листопаді 1877 року він одружився з Джессі Німмо Армор (1860—1882), донькою Джона Армора, столяра. У 1878 році у них народився син Руперт Ендрю, а в 1880 році — донька Агнес Мод. Влітку 1882 року Вотсон переїхав до Лондона з родиною з причин роботи. Його дружина померла восени 1882 року, і двоє їхніх дітей повернулися до Глазго, щоб жити з бабусею та дідусем.
Він повернувся до Глазго і одружився вдруге, на Елізі Кейт Тайлер (1861—1949) у лютому 1887 року. Вона була донькою Джозефа Тайлера, торговця з Східної Індії. Пізніше того ж року він переїхав до Ліверпуля, де працював на кораблях і складав іспити, щоб отримати кваліфікацію морського інженера. У Вотсона та Елізи було двоє дітей: син Генрі Тайлер (нар. 1888) та дочка Філліс Кейт (нар. 1891).
Через свого батька він був пов'язаний з Вільямом Юартом Гладстоном, який чотири терміни обіймав пост прем'єр-міністра Великої Британії наприкінці 19-го століття,, а також пов'язаний з англійським поетом 21-го століття Маліком Аль-Насіром через свою матір.

## Футбольна кар'єра
Після першої гри за «Максвелл» у 1876 році Вотсон підписав контракт з місцевою командою «Паркгроув», де він також був їхнім секретарем на матчі, що зробило його першим чорношкірим адміністратором у футболі. У «Паркгроув» він грав разом з іншим чорношкірим гравцем, Робертом Вокером.
Він також брав участь у змаганнях з легкої атлетики, де кілька разів перемагав у стрибках у висоту.

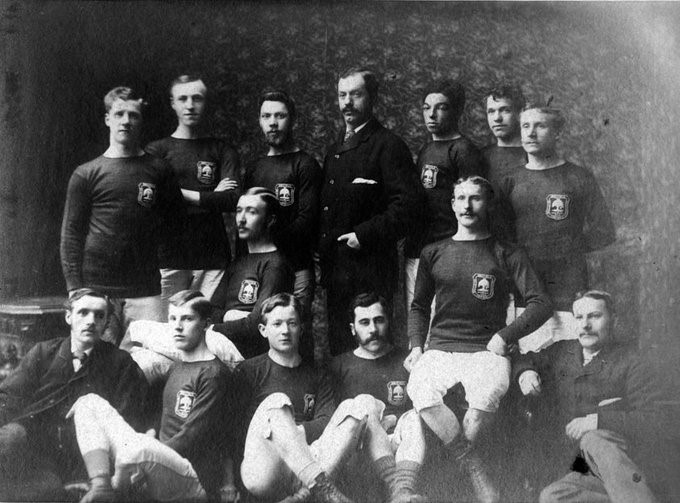
Ендрю Вотсон, верхній ряд, третій справа у 1880 році

14 лютого 1880 року його було обрано представляти «Глазго» проти «Шеффілда» на Бремолл Лейн, щорічний матч, який проходив між 1874 і 1960 роками; Глазго перемогло з рахунком 1:0. Він також був обраний для туру до Канади влітку 1880 року, який був скасований після смерті Вільяма Діка, секретаря Шотландської футбольної асоціації.
У квітні 1880 року він також підписав контракт з «Квінз Парк» — найбільшою на той час футбольною командою Великої Британії — і став її секретарем у листопаді 1881 року. Він привів команду до двох поспіль перемог у Кубку Шотландії в 1881 і 1882 роках, таким чином ставши першим чорношкірим гравцем, який виграв великий турнір.
У 1882 році він переїхав до Лондона і став першим темношкірим гравцем, який грав у Кубку Англії, зігравши за «Свіфтс». У 1883 році він був першим іноземним гравцем, якого запросили до провідного аматорського клубу Англії «Корінтіан». Граючи там, він здобув перемогу з рахунком 8:1 проти «Блекберн Роверс», які на той час були володарями Кубка Англії. Він також грав за інші аматорські англійські клуби, зокрема «Пілігрімс», «Брентвуд» і «Лондон Каледоніанс».
Вотсон зіграв свій останній матч за «Квінз Парк» у 1886 році. Пол Макдональд, який писав для BBC, зазначив: «Виплати гравцям були легалізовані в Англії в 1885 році, і професійні футболісти отримували пристойні зарплати на той час. За іронією долі, це привабило багатьох шотландських гравців на південь, щоб займатися своєю торгівлею в Англії, тоді як у Шотландії у будь-якому випадку гра залишалася аматорською до 1893 року».
Вотсон також підписав контракт з мерсисайдським клубом «Бутл» у 1887 році, який запропонував заробітну плату та комісію за підписання кільком гравцям, завдяки чому Вотсон став отримувати професійну винагороду. Таким чином професійна кар'єра Вотсона почалась раніше ніж у Артура Вартона, який раніше вважався першим чорношкірим футболістом, який грав на професіональному рівні.
Вотсон був зірковим контрактом «Бутла» і клуб здійснив найбільший переворот у Мерсісайді, підписавши гравця збірної Шотландії. Невідомо, скільки саме Вотсону заплатив мерсисайдський клуб, але як їхня зірка він, безсумнівно, міг би отримати більше, ніж 26 шилінгів на тиждень, запропоновані Колдервуду, який також був гравцем збірної Шотландії. Завершив професійну кар'єру футболіста виступами за команду «Бутл» у 1888 році.

### Міжнародна кар'єра
Вотсон зіграв три міжнародні матчі за збірну Шотландії. Його перший матч відбувся проти збірної Англії в Лондоні 12 березня 1881 року, де він був капітаном команди. Шотландія перемогла з рахунком 6–1, що все ще є рекордною домашньою поразкою для Англії. Через кілька днів Шотландія зіграла з Уельсом і перемогла з рахунком 5:1, а Вотсон знову був капітаном Шотландії.
Останній матч Вотсон провів проти збірної Англії в Глазго 11 березня 1882 року. Це знову була перемога Шотландії з рахунком 5:1. Вотсон переїхав до Лондона влітку 1882 року, що фактично завершило його міжнародну кар'єру, оскільки ШФА на той час викликала лише гравців, які грали в Шотландії.

## Статистика виступів

### Статистика виступів за збірну
| Дата      | Місто  | Господарі | Результат | Гості     | Турнір           | Голи | Примітки |
| --------- | ------ | --------- | --------- | --------- | ---------------- | ---- | -------- |
| 12-3-1881 | Ламбет | Англія    | 1 – 6     | Шотландія | товариський матч | -    | кап.     |
| 14-3-1881 | Рексем | Уельс     | 1 – 5     | Шотландія | товариський матч | -    | кап.     |
| 11-3-1882 | Глазго | Шотландія | 5 – 1     | Англія    | товариський матч | -    |          |
| Усього    |        | Матчів    | 3         |           | Голів            | 0    |          |

## Подальше життя і смерть
Приблизно в 1910 році Вотсон пішов на пенсію в Лондоні і помер від запалення легенів в 1921 році. Похований на Річмондському кладовищі.

## Досягнення
Квінз Парк
- Кубок Шотландії: 1880/81, 1881/82, 1885/86
- Благодійний кубок Глазго Мерчантс: 1879/80, 1880/81, 1883/84